# Shin Young-sook
Shin Young-sook (en hangeul : 신영숙) est une actrice et chanteuse sud-coréenne née le 26 novembre 1975. Elle est principalement connue pour ses rôles dans des comédies musicales, comme les productions coréennes de Mamma Mia !, de Rebecca ou de The Last Empress (en).

## Biographie et carrière
Shin commence sa carrière d'actrice de comédie musicale en 1999 dans The Last Empress (en), une comédie musicale coréenne qui traite de l'assassinat de l'impératrice Myeongseong, dans le rôle de Lady Sontag. Elle rejoint ensuite la troupe du Centre des arts de Séoul, avec qui elle travaille pendant huit ans, où elle joue principalement des rôles d'ensemble ou des rôles de soutien.
En 2008, elle obtient le rôle principal de Grizbella dans la version sud-coréenne de la comédie musicale Cats.
En 2013, elle apparaît au casting de la versione sud-coréenne de la comédie musicale Rebecca, où elle interprète Madame Denvers. En 2015, elle retrouve la comédie musicale The Last Empress (en), et interprète cette fois le rôle titre, celui de l'impératrice,.
En 2016, elle rejoint le casting de la production coréenne de Mamma Mia !, dans laquelle elle joue le rôle de Donna, le rôle titre et personnage principal. Elle partage le rôle avec Choi Jung-won, lui permettant de chanter les titres du groupe suédois ABBA en coréen. Elle partage la scène avec d'autres grandes figures de la comédie musicale sud-coréenne, comme Lee Kyung-mi, Jeon Soo-kyung, Hong Ji-min et Kim Young-joo,, que Shin cite comme des inspirations pour sa carrière d'actrice de comédie musicale.
En 2022, Shin rejoint le casting de la production coréenne de la version comédie musicale de Madame Doubtfire. En 2023, elle est à l'affiche de l'interprétation coréenne de 42nd Street, où elle retrouve Jeon Soo-kyung et Hong Ji-min, ses partenaires de scène de Mamma Mia !.
En 2023, elle organise un concert à Séoul, où elle met en scène différentes chansons issues de différentes comédies musicales dans lesquelles elle à jouer au cours de sa carrière. En parallèle, elle renoue avec les personnages de Donna dans Mamma Mia ! et Madame Denvers dans Rebecca,.
En 2025, elle retrouve son rôle de Donna, de Mamma Mia !, pour la quatrième fois.

## Performances scéniques(sélection partielle)
- 1999 : The Last Empress : Lady Sontag
- 2000 : Daebak : Mrs. Heungbu
- 2000 : Taepung : Ariel
- 2002 : The morning of Goryeo : Princesse Hyemyeong
- 2002 : Romeo and Juliet : la nurse
- 2003 : La Mélodie du bonheur : la révérende mère
- 2003 : Christmas Carol : Madame Cratchit
- 2004 : Songe d'une nuit d'été : Helena
- 2007 : Hairspray : Motormouth Mabel
- 2008 : Cats : Grizabella
- 2009 : Roméo et Juliette : Lady Capulet
- 2010 : Spamalot : la dame du Lac
- 2010 : Coronation Ball dédié à Starmania : Stella Spotlight / Sadia
- 2010 : Turandot : Turandot
- 2010 : Mozart! : Baronne Valdstatten
- 2011 : Hamlet : Gertrude
- 2012 : Rudolf : Comtesse Larisch
- 2012 : Le Conte de deux cités : Madame Defarge
- 2012 : Sherlock Holmes : Jane Watson
- 2013 : Rebecca : Mrs Danvers
- 2013 : Guys and Dolls : Adelaide
- 2015 : Phantom : La Carlotta
- 2015 : The Last Empress : Impératrice Myeongseong
- 2016 : Mamma Mia! : Donna Sheridan
- 2017 : Rudolf : Comtesse Marie
- 2018 : The Man Who Laughs : Duchesse Josiana
- 2018 : Elisabeth : Elisabeth
- 2019 : Xcalibur : Morgane
- 2022 : Mrs. Doubtfire : Miranda
- 2022-2023 : 42nd Street : Dorothy Brock

## Récompenses
Au cours de sa carrière, Shin Young-sook est nommée et récompensée à plusieurs reprises pour ses différents rôles dans les différentes comédies musicales.
En 2010, elle est nommée à la seizième édition des Korea Musical Awards (en) pour son rôle dans la comédie musicale Mozart! en tant que « Meilleur rôle secondaire féminin ».
En 2018, elle remporte le grand prix musical de l'édition annuelle des Seoul Music Awards,.
En 2023, elle gagne le prix de « Meilleure actrice de l'année », pour ses performances globales au Daegu International Music Festival Award (en), ainsi que Meilleur rôle féminin pour son interprétation dans la comédie musicale Rebecca à la cérémonie des Golden Tickets Awards (ko).
| Année | Récompense                                    | Catégorie                                    | Statut     |
| ----- | --------------------------------------------- | -------------------------------------------- | ---------- |
| 2010  | Korea Musical Awards (en)                     | Meilleur rôle secondaire féminin pour Mozart | Nomination |
| 2018  | Seoul Music Awards                            | Grand lauréat musical                        | Lauréat    |
| 2023  | Daegu International Music Festival Award (en) | Meilleure actrice de l'année                 | Lauréat    |
| 2023  | Golden Tickets Awards (ko)                    | Meilleure rôle féminin pour Rebecca          | Lauréat    |